# Massat
Massat is een gemeente in het Franse departement Ariège (regio Occitanie) en telt 685 inwoners (2005). De plaats maakt deel uit van het arrondissement Saint-Girons.

## Geografie
De oppervlakte van Massat bedraagt 44,6 km², de bevolkingsdichtheid is 15,4 inwoners per km².
De onderstaande kaart toont de ligging van Massat met de belangrijkste infrastructuur en aangrenzende gemeenten.

## Demografie
Onderstaande figuur toont het verloop van het inwonertal (bron: INSEE-tellingen).

Vanwege een beveiligingsprobleem met de MediaWiki Graph-software is het momenteel niet mogelijk deze grafiek weer te geven. Zodra de software is bijgewerkt zal de grafiek vanzelf weer zichtbaar worden.